# 2019年斯里蘭卡連環爆炸
2019年斯里蘭卡連環爆炸（又稱2019年斯里蘭卡恐怖襲擊、斯里蘭卡復活節大屠殺）發生在2019年4月21日復活主日，斯里蘭卡可倫坡、內貢博、巴提卡洛阿、代希瓦勒、德瑪塔戈達發生一連串爆炸，其中首六宗爆炸幾乎同一時間發生，當日下午發生另外兩場爆炸。當局一度表示有270人死亡、500人受傷，其後修正死亡人數為約261人。遇難者還包括印度、日本、美国、英国以及中國公民在内的多国外籍人员和恐怖分子。
接下來數日，斯里蘭卡國內發生多宗爆炸和炸彈恐嚇，令國內出現恐慌。當局指爆炸事件由瓦哈比主義國家一神教團策劃，是對先前發生的基督城清真寺槍擊案的報復。伊斯兰国声称对斯里兰卡连环爆炸案负责。
本事件也是自2009年斯里兰卡内战结束以来该国首次遭受重大恐怖袭击。

## 襲擊

### 八場爆炸

#### 首六場爆炸
爆炸前，出事的三間酒店都收到炸彈恐嚇。三間酒店均位於可倫坡的中心區，分別是：
- 香格里拉酒店（英语：Shangri-La_Hotel, Colombo）
- 肉桂大酒店（英语：Cinnamon Grand Hotel）
- 金斯伯里酒店（英语：The Kingsbury Hotel）

遇袭的教堂發生爆炸時，教堂內正舉行復活節彌撒。爆炸威力之大以致鄰近多棟建築物的民眾都感受到震動。三間遇襲教堂（其中两座天主教堂，一座福音派教堂）分別位於三座城市，分別是：
- 位於天主教科伦坡总教区可倫坡高達希拉（英语：Kotahena）（又稱可倫坡13區）的聖安多尼国家朝圣地教堂
- 位於天主教科伦坡总教区內貢博卡圖華碧堤雅（英语：Katuwapitiya）的聖巴斯弟盎教堂（英语：St. Sebastian's Church, Negombo）
- 位於巴提卡洛阿的基督新教福音派巴提卡洛阿錫安教堂（英语：Zion Church, Batticaloa）

#### 後兩場爆炸
- 位於代希瓦勒（英语：Dehiwala）的熱帶酒店（英语：Tropical Inn）接待處，造成2人死亡[26][27][28]
- 位於德瑪塔戈達（英语：Dematagoda）馬哈維拉·鄔迪亞那路（Mahavila Udyana Road）的住宅區，造成3名警務人員身亡[29][30]

### 其他爆炸
- 4月22日：斯里蘭卡警察的反恐精英部隊特別任務隊（英语：Special Task Force）在科伦坡圣安多尼国家朝圣地教堂發現襲擊施襲者的可疑車輛。調查期間，部隊發現車上有3顆炸彈。附近人士被疏散後，當局嘗試引爆炸彈，但期間發生爆炸，不過没有造成人员伤亡[31][32][33]
- 4月24日：斯里蘭卡警察在科倫坡薩魁戲院（英语：Savoy Cinema, Colombo）附近引爆一架可疑電單車，沒有造成任何破壞，無人死傷[34][35][36][37]
- 4月25日：科伦坡市郊普葛达法院後方的一處空地發生爆炸，無人死傷。是次爆炸並非由警方引爆，正作調查[38][39]
- 4月26日：斯里蘭卡警察和軍隊進行聯合行動，在位于东部城市卡霖迺（英语：Kalmunai）下属区域世賢打馬鹿圖（英语：Sainthamaruthu）的一幢疑似藏身伊斯兰国分子的建筑内與武裝分子爆發槍戰，有3人被当场击毙，期間又有三名男子引爆炸药，共导致15人死亡，包括3名妇女与6名儿童，其中有3人是主犯札哈兰·哈希姆（Zahran Hashim）的父亲和两个兄弟[40][41][42][43][44][45][46]

### 其他事件
- 4月21日：斯里蘭卡空軍在科倫坡班達拉奈克國際機場附近發現簡易爆炸裝置，其後被引爆[47][48]
- 4月22日：警方在可倫坡壁泰（英语：Pettah, Sri Lanka）巴斯蒂安·馬華花（Bastian Mawatha）私人巴士站發現87個炸彈引爆器[49]
- 4月25日：斯里蘭卡中央銀行總部收到炸彈恐嚇；班達拉奈克國際機場停車場發現可疑車輛[50]

## 主谋
| 國籍         | 死亡人數 |
| ------------ | -------- |
| 斯里蘭卡     | 216      |
| 印度         | 11       |
| 中國         | 6        |
| 英国         | 6        |
| 丹麦         | 3        |
| 荷蘭         | 3        |
| [ 57 ]       | 2        |
| 沙烏地阿拉伯 | 2        |
| 西班牙       | 2        |
| 土耳其       | 2        |
| 英国/ 美国   | 2        |
| 美国         | 2        |
| [ 64 ]       | 1        |
| 日本         | 1        |
| 葡萄牙       | 1        |
| 瑞士         | 1        |
| 伊斯兰国     | 9        |
| 總計         | 270      |

斯里兰卡的新闻机构《每日鏡報》的初步报道称，袭击事件是伊斯兰激进组织活动的一部分。
斯里蘭卡政府表示連環爆炸中9名自殺式襲擊者都是斯里蘭卡公民，斯里蘭卡國防部表示該爆炸事件是極端伊斯蘭武裝組織國家一神教團所為，是對先前發生的基督城清真寺槍擊案的報復。該組織一直灌輸極端的原教旨主義和對佛教徒發動攻擊。同时斯里兰卡当局透露该组织可能得到了另一当地武装组织易卜拉欣真信会（Jammiyathul Millathu Ibrahim）的援助。不过國家一神教團拒绝为爆炸负责，并谴责此次袭击。伊斯兰国则声称对斯里兰卡连环爆炸案负责。
斯里兰卡警方确认的嫌犯：
- 札哈蘭·哈希姆（Zahran Hashim）：本次爆炸案主谋，原名穆罕默德·扎哈兰，國家一神教團领导人，多次前往斯里兰卡国外和ISIS联系[68]，在香格里拉酒店（英语：Shangri-La_Hotel,_Colombo）爆炸中身亡[69]。
- 阿卜杜勒·拉蒂夫·賈邁爾·穆罕默德（Abdul Lathief Jameel Mohamed）：2006至2007学年就读于伦敦金士頓大學，主修航空航天工程，并在澳大利亚墨尔本攻读研究生课程。穆罕默德在澳大利亚留学期间受到宗教极端人士影响，并一度遭到澳大利亚方面调查。后来穆罕默德前往叙利亚加入伊斯兰国，最终返回斯里兰卡[70]。穆罕默德在代希瓦勒（英语：Dehiwala）熱帶酒店（英语：Tropical Inn）引爆炸弹身亡[68]。
- 英沙夫·阿哈邁德·易卜拉欣（Inshaf Ahmed Ibrahim）：馬哈茂德·尤素夫·易卜拉欣（Mohamed Yusuf Ibrahim）之子。易卜拉欣家族擁有斯里兰卡香料出口商伊沙纳出口公司 （Ishana Export）。其父親和斯里蘭卡政界人士關係密切。英沙夫本人担任伊沙纳出口公司出口总监，同時经营一家铜厂。英沙夫在肉桂大酒店（英语：Cinnamon Grand Hotel）引爆炸彈[68]。
- 伊勒姆·阿哈邁德·易卜拉欣(Ilham Ahmed Ibrahim) ：英沙夫之弟。他在香格里拉酒店（英语：Shangri-La_Hotel,_Colombo）引爆炸彈[68]。
- 伊勒姆·阿哈邁德·易卜拉欣妻子：警方突襲伊勒姆在笛馬狄哥達（英语：Dematagoda）馬哈維拉·鄔迪亞那路的住宅時伊勒姆妻子引爆炸彈自盡，同時3名警察以及她的3個孩子也在爆炸中身亡[68]。

2021年8月，斯里蘭卡當局對25人提出起訴，各人控罪合計有23,270項。

## 後續

### 斯里蘭卡國內

#### 可倫坡主教
- 可倫坡主教府宣布當日下午所有復活節彌撒都已取消[72]

|                               | 對我們所有人而言，今日是一個非常非常傷心的日子。 因此，我希望表達我最深切的悲傷和同情，並以最大程度譴責這次造成如此多的傷亡的行為。 |
| ——可倫坡总主教马尔科姆·兰吉特 | |

#### 政府
- 總理拉尼尔·维克勒马辛哈在襲擊發生後召開緊急安全理事會會議[74]，其後發表聲明[75]：|                | 我強烈譴責那些針對國民的懦弱襲擊，我呼籲全國的斯里蘭卡人在這艱難時刻保持團結。 請避免傳播未經證實的報導和猜測，政府已馬上採取行動阻止此情況。 |
| ——维克勒马辛哈 | |
- 總統邁特里帕拉·西里塞納發表全國講話，呼籲民眾保持冷靜，強調會做好保安工作，並將兇徒繩之於法[78][75]
- |            | 我已經作出批示，要求對是次陰謀的負責人士採取非常嚴厲的行動。 |
| ——西里塞納 |                                                              |

- 4月27日，總統邁特里帕拉·西里塞納宣布取缔國家一神教團和易卜拉欣真信会（Jammiyathul Millathu Ibrahim）
- 4月28日，總統邁特里帕拉·西里塞納以面纱和罩袍会遮住面部干扰身份鉴定为由，要求次日起在斯里兰卡全国范围内禁止穆斯林在公共场所穿戴所有形式的罩袍和面纱

- 國防部（英语：Ministry of Defence (Sri Lanka)）在襲擊當日下午六時起實施宵禁，並封鎖國內的社交媒体以阻止假信息传播[82]
  - 4月24日，總统西里塞纳以国防部事先获得爆炸案情报，卻無法阻止炸弹袭击為由，要求國防部長赫馬西里·费尔南多和警察總長辭職[83]，最終费尔南多在翌日引咎辭職[84]
- 經濟部長曼加拉·薩馬拉維拉（英语：Mangala Samaraweera）形容襲擊是「精心協調」，意圖製造屠殺、混亂和無政府狀態[85]
- 教育部長阿基拉·域拉·揭雅華岑（英语：Akila Viraj Kariyawasam）宣佈所有公立學校於襲擊翌日和後日停課兩天[86]

#### 其他
- 空军部表示拆除了科伦坡主要机场附近的爆炸装置[17]
- 斯里蘭卡當局禁止使用无人机和航拍机，防止有人遥控引爆炸弹[87]
- 反對派領袖（英语：Leader of the Opposition (Sri Lanka)）兼前總統马欣达·拉贾帕克萨形容襲擊「絕對兇殘」並表示全國應站在一起對抗「恐怖主義活動」[88]
- 科倫坡證券交易所（英语：Colombo Stock Exchange）在襲擊翌日停市[89][90]
- 科倫坡班達拉奈克國際機場加強保安，只准持機票乘客進入
- 斯里蘭卡警察總長蒲捷·齊亞孫泰勒（英语：Pujith Jayasundara）已下令全部警員暫時取消休假[91]
  - 4月24日，警察總長被總統要求辭職，同月26日總統宣布其已經向副國防部長辭職[92]，但齊亞孫泰勒在27日否認有關消息，表明只有國會可以將其革職[93]

### 國際政府

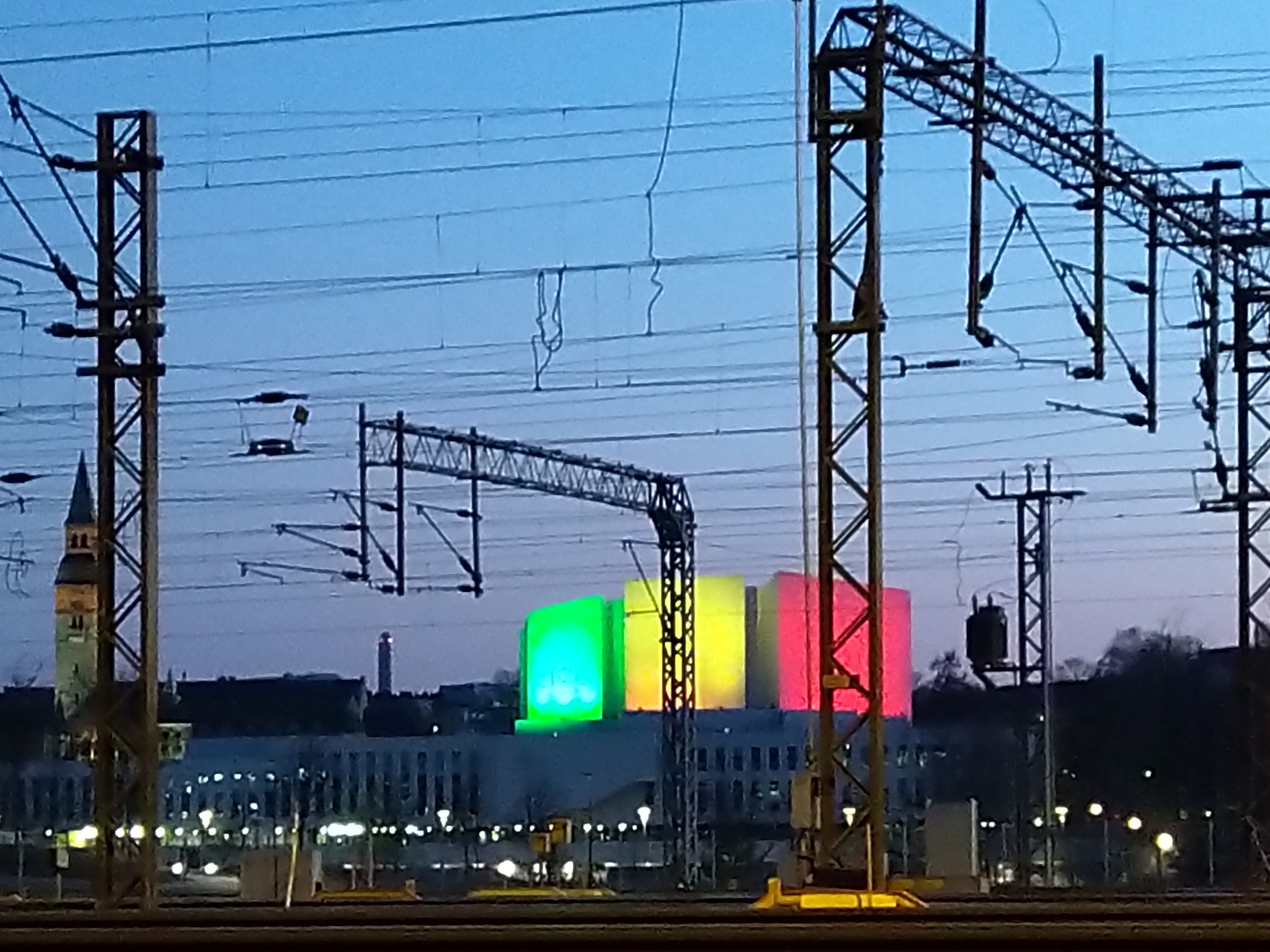
位於赫爾辛基的芬兰大厦點亮斯里蘭卡國旗三色以示哀悼

事發後，中國駐斯里蘭卡大使館啟動應急機制，呼籲中國公民注意人身安全，並提醒公民暫勿前往，否則要自負風險。臺灣在21日將斯里蘭卡的旅遊警示提高至橙色警戒。香港在4月22日對斯里蘭卡發出紅色外遊警示。澳門也發出外遊警示。
多國領袖表達哀悼，包括澳洲、孟加拉、巴西、汶萊、保加利亞、柬埔寨、加拿大、丹麥、芬蘭、匈牙利、印度、印尼、伊朗、以色列、意大利、日本、寮國、黎巴嫩、馬來西亞、摩洛哥、荷蘭、新西蘭、巴基斯坦、巴勒斯坦、菲律賓、波蘭、葡萄牙、羅馬尼亞、俄羅斯、沙特阿拉伯、塞爾維亞、新加坡、斯洛文尼亞、韓國、瑞典、土耳其、阿聯酋、英國、美國、委內瑞拉和越南。另外，以色列向斯里蘭卡提供人道援助。
爆炸發生後，多國的著名地標均點亮斯里蘭卡國旗的顏色以示哀悼，包括赫爾辛基芬兰大厦、悉尼歌劇院、桑德蘭彭肖紀念碑、阿布扎比首都門和酋長國宮殿、特拉維夫市政廳等。

### 宗教界
全球多個主要宗教領袖和代表都禱告記念死傷者。
- 普世教會協會強烈譴責是次襲擊，並為受害者及其家人祈禱。

|                                    | 作為基督教會的全球團契，我們特別聲援被惡毒方式襲擊的斯里蘭卡基督徒。 |
| ——秘書長奧夫·弗克斯·特維特表達哀悼 |                                                                      |

- 教宗方濟各在聖伯多祿廣場發表《致全城與全球》文告時表示：

|          | 我希望向那些聚集禱告時受傷的、殘酷襲擊的所有受害者、和斯里蘭卡的基督徒，表達衷心的親密。 |
| ——方濟各 |                                                                                          |

- 伊斯兰合作组织秘書長尤素福·欧赛敏譴責襲擊，表示與受害者同行，並呼籲國際間團結對抗恐怖主義的禍害[149]。
- 聖公宗[150]、信義宗[151]和東正教[152][153]教會的領袖都表達哀悼。

## 備註
1. ↑  其中一位是瑞士－荷蘭公民，另一位是荷蘭－斯里蘭卡公民